# Festiwal

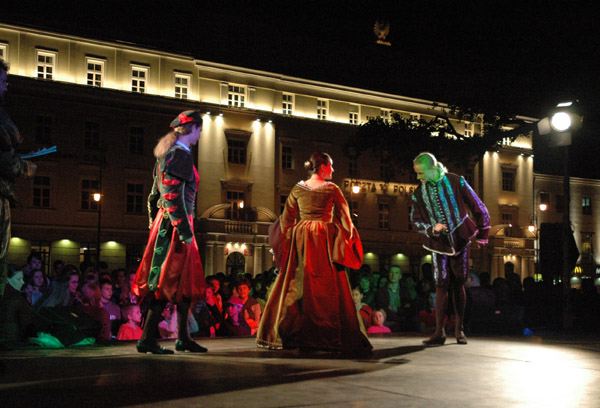
Występ lubelskiego Zespołu Tańca Dawnego „Belriguardo” w Centrum Kultury w Lublinie (Noc Kultury 2007)

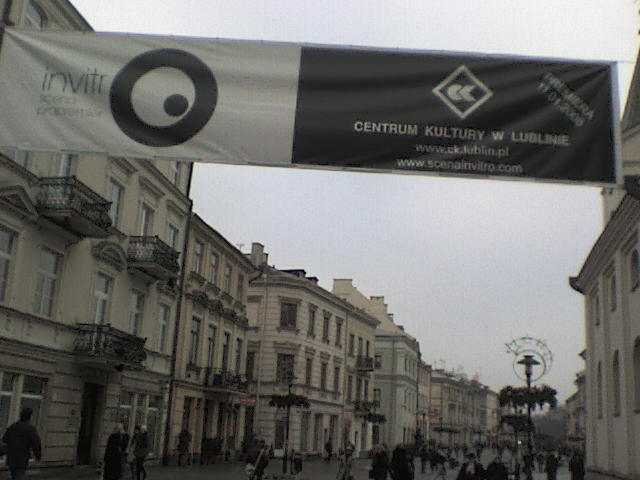
Invitro Scena Prapremier, afisz na Krakowskim Przedmieściu

Festiwal (łac. festivus – radosny, wesoły, świąteczny) – szereg imprez, przeważnie artystycznych jednego typu (np. filmowych, muzycznych, teatralnych) lub tematu (np. festiwal kultury łowieckiej, kwiatów), będących przeglądem osiągnięć w danej dziedzinie, zorganizowanych w jednym czasie i pod wspólną nazwą, często ujętych w ramy konkursu. Formę festiwalu mają liczne imprezy dotyczące nauki, technologii i różnych aktualnych problemów interdyscyplinarnych.  

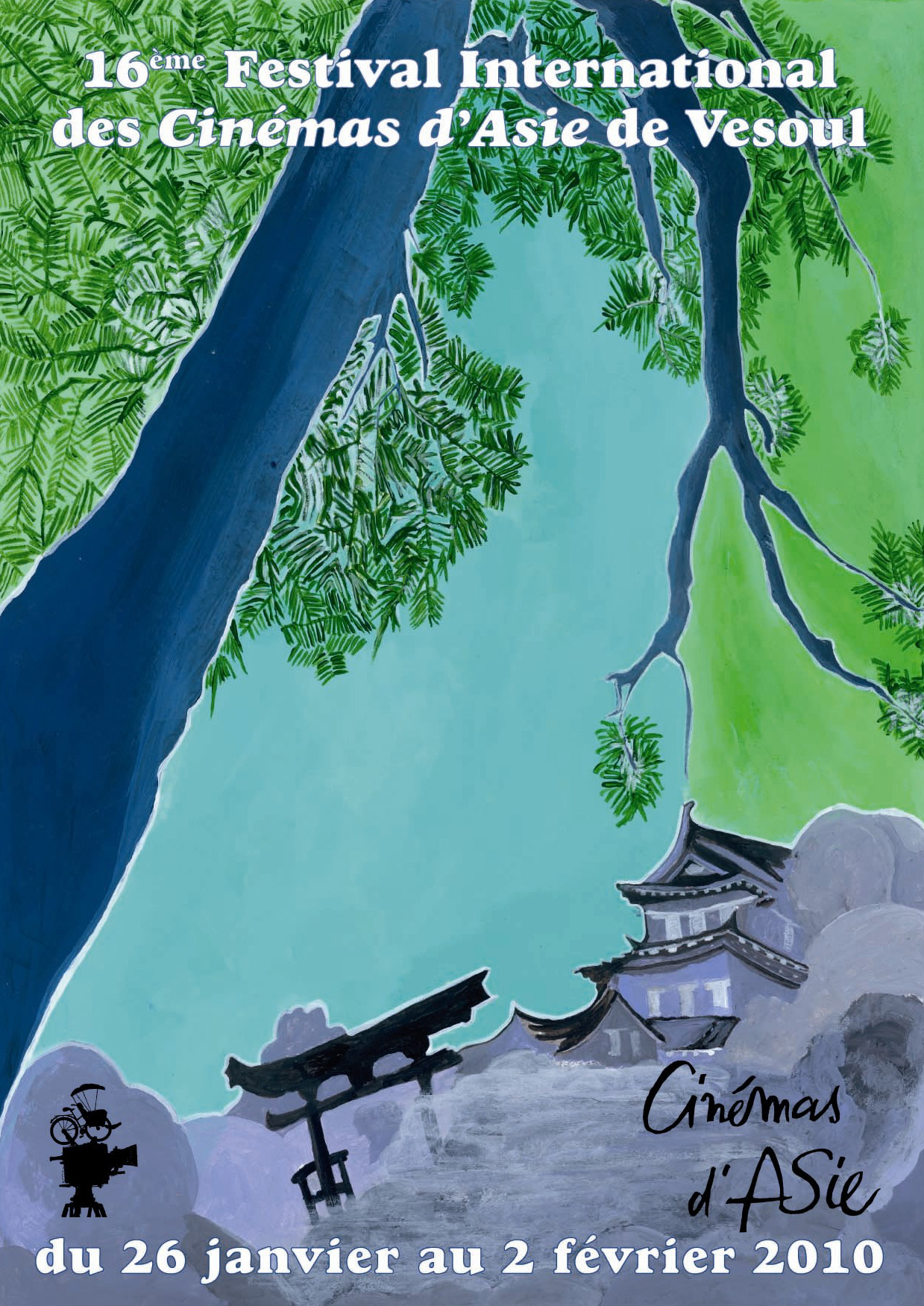
Afisz FICA 2010
(Festival International des Cinémas d’Asie w Vesoul)

## Festiwale kabaretowe w Polsce
W Polsce odbywa się kilka festiwali kabaretowych, m.in.:
- Dąbrowska Ściema Kabaretowa w Dąbrowie Górniczej, od 2002
- w Ełku – Mulatka
- PaKA w Krakowie, od 1985
- w Mrągowie – Mazurska Noc Kabaretowa
- w Piotrkowie Trybunalskim – Trybunały Kabaretowe
- Rybnicka Jesień Kabaretowa „Ryjek” w Rybniku, od 1996
- we Wrocławiu – Wrocek
- w Szczecinie – Festiwal Komedii SZPAK

## Festiwale naukowe w Polsce

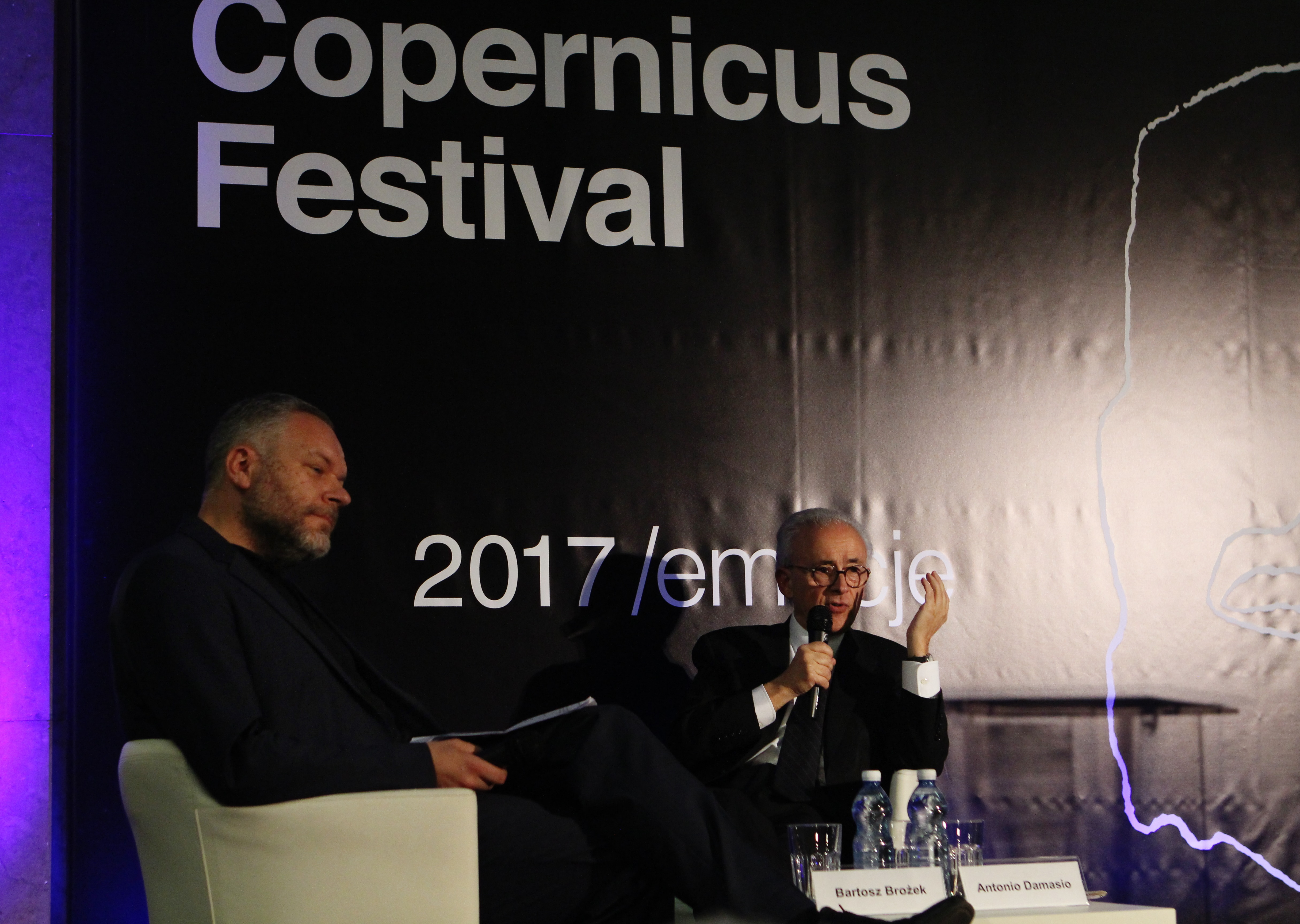
Bartosz Brożek i António Damásio podczas dyskusji na Copernicus Festival (2017)

Popularyzacji nauki służą liczne festiwale naukowe (w tym Festiwale Nauki), organizowane regularnie w różnych miastach Polski, m.in. w:
- Bydgoszczy – Bydgoski Festiwal Nauki oraz Medicalia
- Dąbrowie Górniczej – Festiwal Nauki Akademii WSB[1]
- Gliwicach – Festiwal Nauki i Multimediów – Abstract
- Katowicach – Śląski Festiwal Nauki Katowice
- Krakowie – Copernicus Festival
- Lublinie – Lubelski Festiwal Nauki
- Łodzi – Festiwal Nauki, Techniki i Sztuki
- Olsztynie – Olsztyńskie Dni Nauki
- Poznaniu - Poznański Festiwal Nauki i Sztuki
- Szczecinie, Koszalinie, Goleniowie i Nowogardzie – Zachodniopomorski Festiwal Nauki[2]
- Toruniu – Toruński Festiwal Nauki i Sztuki
- Trójmieście – Bałtycki Festiwal Nauki
- Warszawie – Warszawski Festiwal Nauki, Festiwal Przemiany[a]
- we Wrocławiu – Dolnośląski Festiwal Nauki

## Inne festiwale
- w Polsce
  - w Bielsku-Białej, Makowie Podhalańskim, Oświęcimiu, Szczyrku, Wiśle i Żywcu – Tydzień Kultury Beskidzkiej – festiwal folklorystyczny z udziałem zespołów polskich i zagranicznych
  - w Bydgoszczy – Bydgoskie Impresje Muzyczne – Międzynarodowe Spotkania Muzykującej Młodzieży organizowane od 1977 roku
  - w Chojnicach – Festiwal Marzeń
  - w Lublinie – Wielokulturowy Lublin
  - w Łodzi – Łódź Design Festival
  - w Łodzi – Festiwal Dialogu Czterech Kultur
  - w Łodzi – Międzynarodowy Festiwal Komiksu i Gier
  - w Łodzi – Explorers Festiwal – Festiwal gór, sportów ekstremalnych i przygody
  - w Łodzi – Międzynarodowy Festiwal Fotografii
  - w Łodzi – Festiwal Ekspresji Twórców Amatorów (FETA) – impreza organizowana przez licealistów z XXVI LO
  - w Krakowie – Festiwal Kultury Żydowskiej – impreza kulturalna odbywająca się od 1988 roku
  - we Włodawie – Festiwal Trzech Kultur – impreza odbywająca się od 1995 roku
  - w Malborku – Malborski Przegląd Muzyczny
  - w Olsztynie – BabaFest – festiwal rozwoju osobistego kobiet, odbywający się rokrocznie od 2011
  - w Wolinie – Festiwal Słowian i Wikingów (Westiwal Wikingów)
  - w Toruniu – Song of songs – Międzynarodowy Festiwal Ekumeniczny
  - w Warszawie – Festiwal Chrześcijańskie Granie - Festiwal Muzyki Chrześcijańskiej
  - w Pacanowie – Festiwal Kultury Dziecięcej – Festiwal Kultury Dziecięcej w Pacanowie (www.matolek.pl) od roku 2003.
  - w Sierpcu – Międzynarodowy Festiwal Folklorystyczny Kasztelania – festiwal folklorystyczny z udziałem zespołów polskich i zagranicznych odbywający się od 1996 roku
  - w Kwidzynie – Festiwal Kultury Afrobrazylijskiej – impreza organizowana przez grupę Capoeira Beribazu Centro Arte-Luta
  - Festiwal Dobrego Piwa we Wrocławiu
- studenckie
  - w całej Polsce – Festiwal Przedsiębiorczości BOSS – festiwal studencki od 2004 roku promujący ideę przedsiębiorczości i twórczość studencką
- żeglarskie
  - w Policach – Łarpia Sail Festival - Międzynarodowy Festiwal Piosenki Morskiej i Folk. Festiwal żeglarski z rejsami na Odrze i Zalewie Szczecińskim odbywa się corocznie na początku maja
- na świecie:
  - w Sapporo – Festiwal Śniegu
  - w Wilnie - Festiwal Poetycki Międzynarodowe Spotkania Poetyckie „Maj nad Wilią”[4]